# Sapyeong (métro de Séoul)
Sapyeong (en coréen : 사평역) est une station, de passage, de la ligne 9 du métro de Séoul. Elle est située, 30 Banpo-dong, dans l'arrondissement de Seocho-gu, à Séoul en Corée du Sud.
Ouverte en 2009, comme station de passage de la ligne 9, elle est desservie par les rames omnibus qui circulent sur la ligne.

## Situation sur le réseau

Plan du réseau (2023)

## Histoire
La station de passage Sapyeong, de la ligne 9, est mise en service lors de la mise en exploitation le 24 juillet 2009 de la première section de la ligne 9, de Gaehwa à Sinnonhyeon

## Services aux voyageurs

### Accès et accueil
La station dispose de deux accès numérotés 1 à 2. Elle dispose de trois niveaux souterrains reliés par des escaliers et des ascenseurs. Elle est équipée d'automates notamment pour l'achat titres de transport.

### Desserte
Sapyeong est desservie par les rames omnibus de la ligne 9 qui circulent sur cette ligne.

Installations
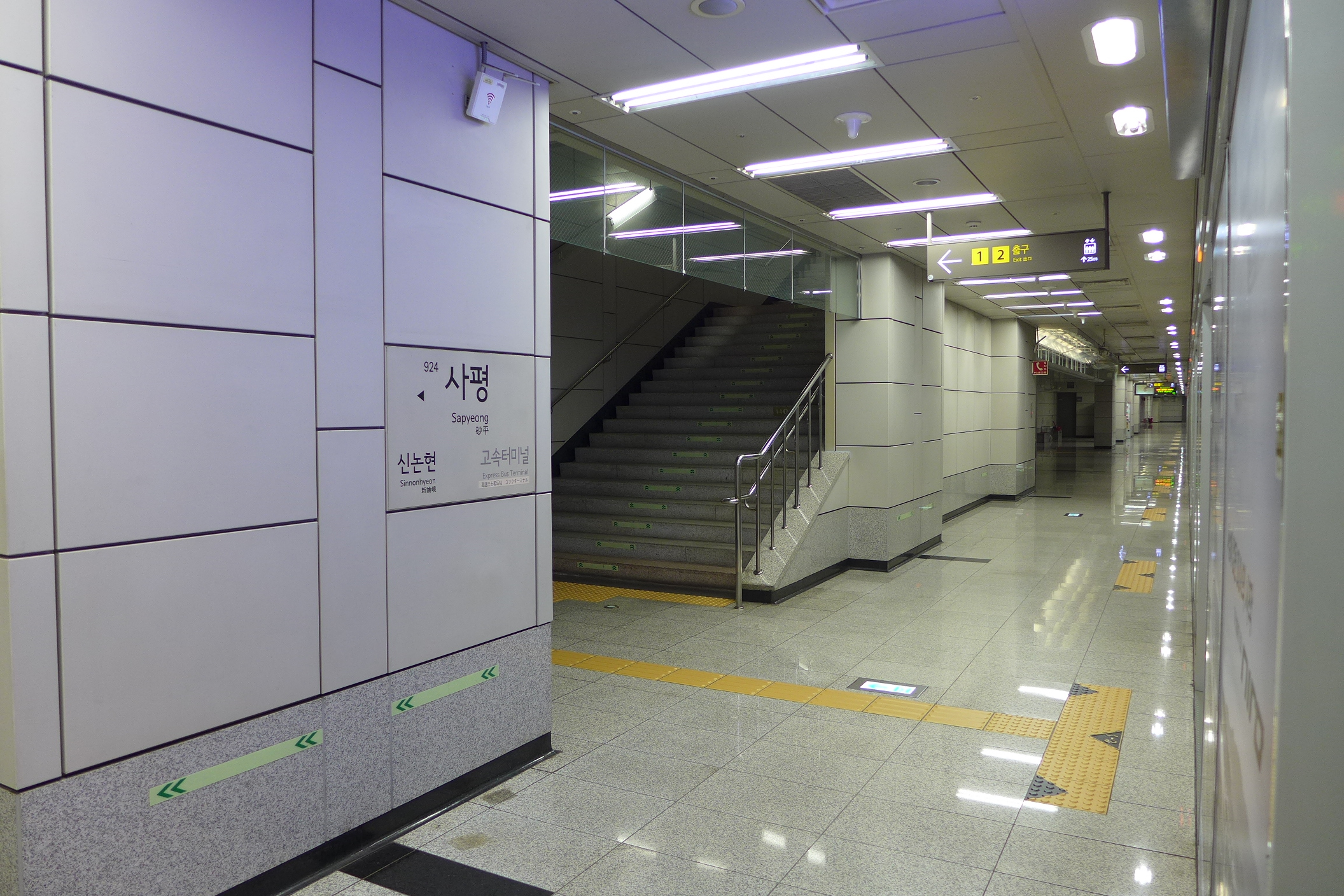
Un quai de la station en 2016.

## À proximité
Notamment un ensemble résidentiel et des établissements scolaires primaire et secondaire.